# Herne Bay (Kent)
Herne Bay is een plaats in het bestuurlijke gebied Canterbury, in het Engelse graafschap Kent. De kustplaats aan de Noordzee telt 35.188 inwoners.

## Geboren
- Kevin Ayers (1944-2013), rockmusicus (Soft Machine, solo, Canterbury-scene)
- David Sinclair (1947), Brits musicus (Canterbury-scene)

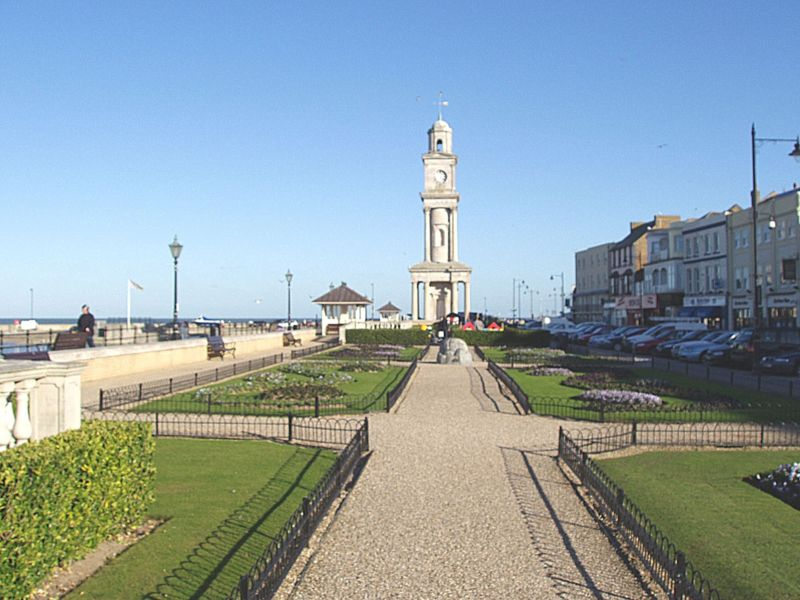
Klokkentoren

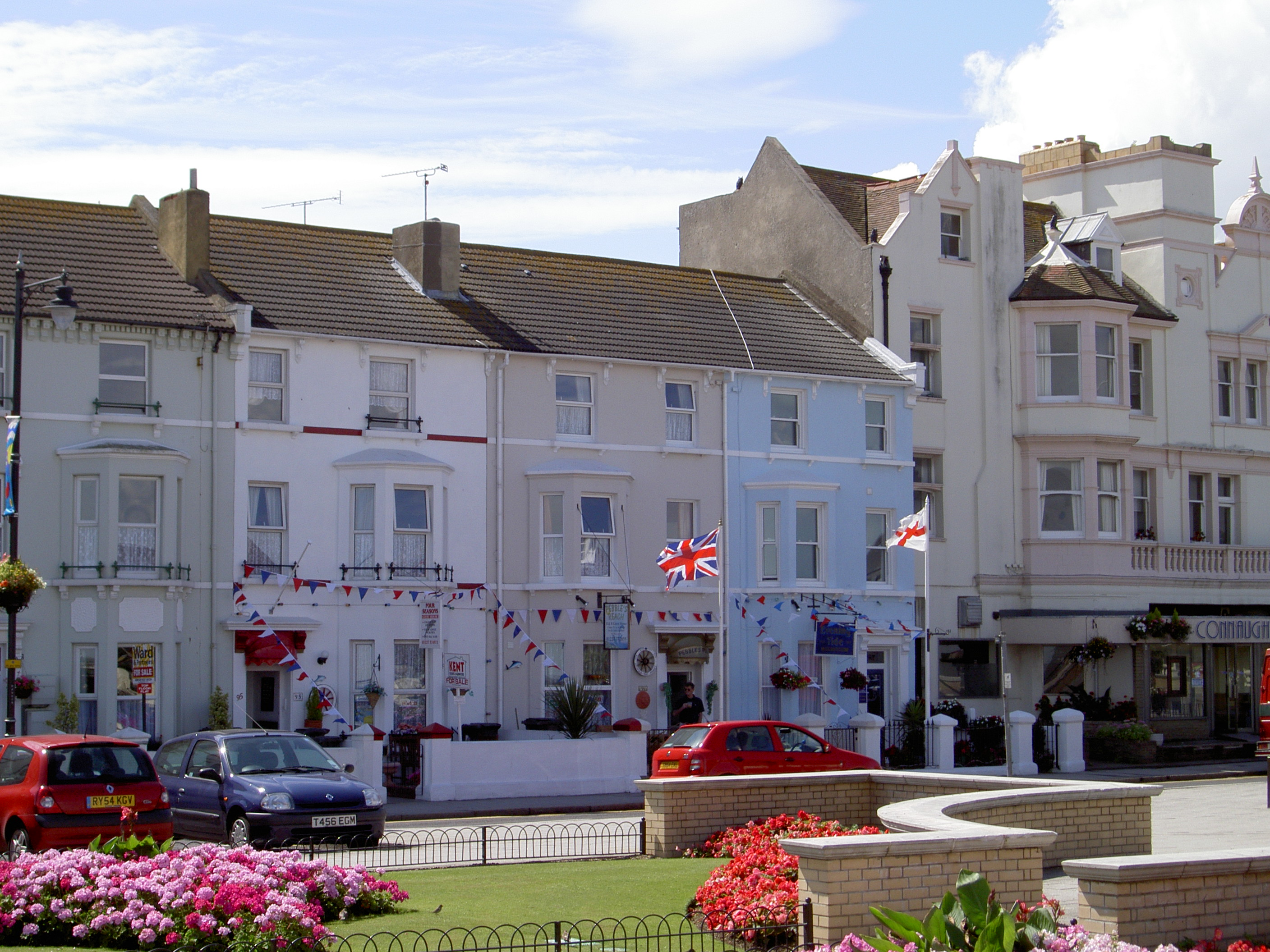
Huizen aan het water